# Manuel Jesus Pires

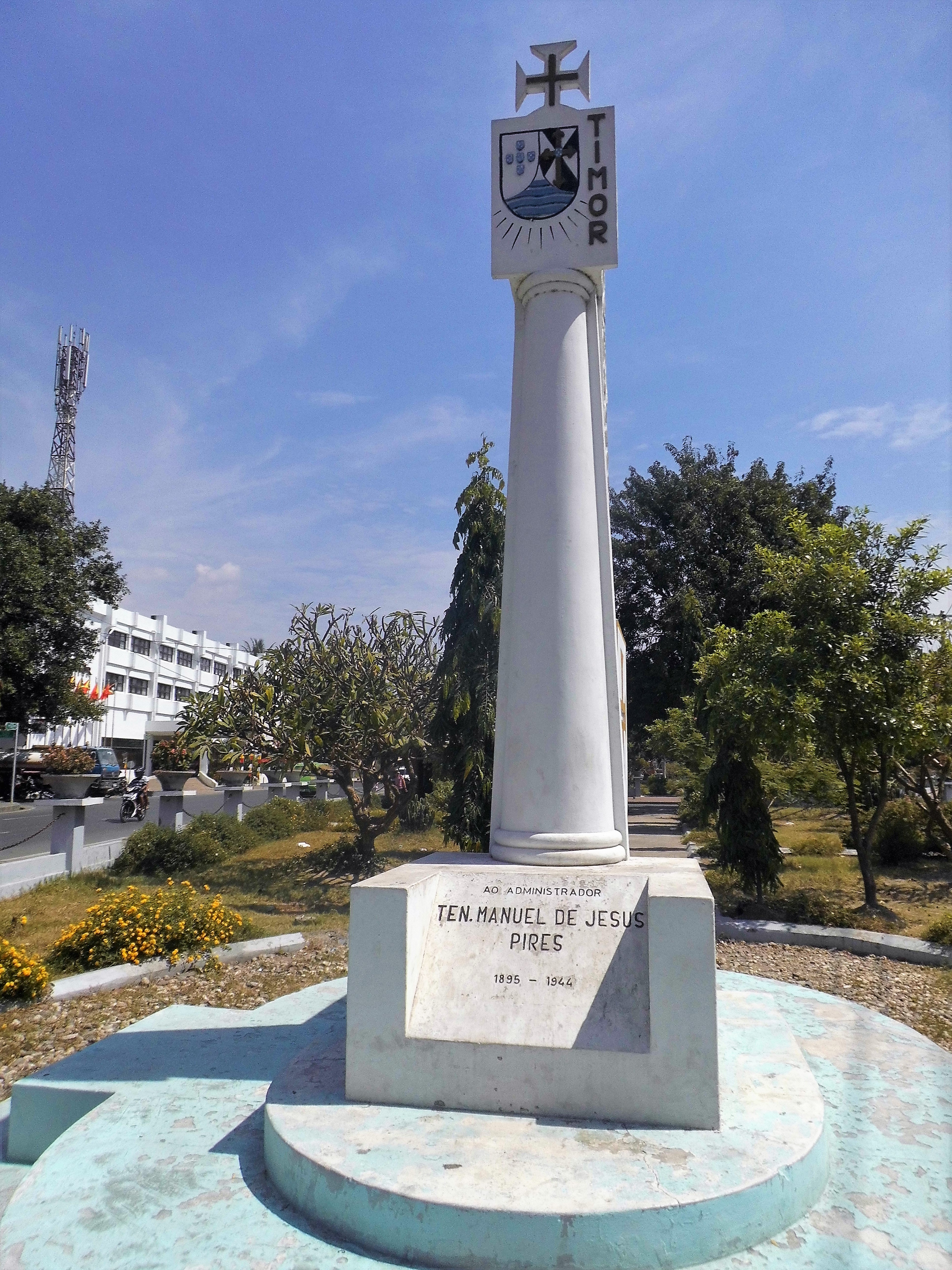
Denkmal für Manuel Jesus Pires in Dili

Manuel Jesus Pires (* 6. März 1895 in Porto, Portugal; † 1944 in Portugiesisch-Timor) war ein portugiesischer Offizier und Kolonialverwalter in Portugiesisch-Timor.

## Werdegang
Pires wurde 1895 in Porto als Sohn von José Pires und Elisa de Jesus Pires geboren. Pires besuchte die Fakultät für Naturwissenschaften in Porto und die Escola de Guerra, auf der er 1917 eine Ausbildung für die Infanterie abschloss. Im Sommer wurde Pires als Mitglied des portugiesischen Expeditionskorps nach Frankreich in den Ersten Weltkrieg geschickt. Nach seiner Rückkehr war er am Kampf gegen die Monarchie des Nordens beteiligt.
Im Juni 1919 wurde Pires im Range eines Alferes nach Portugiesisch-Timor entsandt. Am 25. September 1919 kam er dort an. Im November 1919 wurde er zum Militärkommandanten von Viqueque ernannt. Das Amt hatte er bis 1928 inne. Außerdem war er in der Kolonie Leiter der landwirtschaftlichen Entwicklungsdienste, Adjutant des Gouverneurs, Militärkommandeur von Oe-Cusse Ambeno, Zivilverwalter von Manatuto und Gouverneur von Fronteira und ab 1937 im Range eines Leutnants (Tenente) Gouverneur vom Kreis (Conselho) São Domingos, dem die späteren osttimoresischen Gemeinden Baucau und Viqueque angehörten.
Im Februar 1942 marschierten die Japaner in die Kolonie des neutralen Portugals ein. Zwischen ihnen und den Alliierten entbrannte mit der Schlacht um Timor ein Guerillakrieg. Ab Ende 1942 half Pires bei der Evakuierung portugiesischer Zivilisten nach Australien, indem er die Flüchtlinge an die Südküste Timors zu den australischen Schiffen brachte. Seine timoresische, knapp 17 Jahre alte Geliebte Domingas Boavida, die gemeinsame acht Monate alte Tochter Elisa Pires, die fünf anderen Kindern von Pires und die Mutter von vier von ihnen, Maria Helena da Silva wurden am 10. Januar 1943 von einem niederländischen Schiff vom Strand von Aliambata aus in Sicherheit gebracht. Es war das erste Schiff, das nach Drängen von Pires auch Timoresen an Bord nahm.
Pires ging am 10. Februar 1943 in Barique, mit anderen Portugiesen und Timoresen, an Bord eines US-amerikanischen U-Boots nach Australien. Er hoffte von dort aus Hilfe für die besetzte Kolonie zu bekommen. Bis Juni kontaktierte er australische Behörden und schrieb an Portugals Präsident Salazar und Brasiliens Präsidenten Getúlio Vargas. Er rief zur Befreiung Timors und der Bevölkerung auf, die sich in den Bergen versteckte. Anfang Juli 1943 kehrte Pires zusammen mit Patrício Luz, Casimiro Paiva und Alexandre Silva nach Timor zurück und traf dort auf den portugiesischen Anwalt und Deportierten Carlos Cal Brandão. Gemeinsam arbeiteten sie mit Soldaten der Alliierten weiter an der Rettung von Zivilisten. Mit einem Funkgerät informierte Pires die Australier über japanische Truppenbewegungen. Im September 1943 wurde auf der Flucht vor japanischen Soldaten verwundet und gefangen genommen. 1944 starb er in japanischer Haft. Das genaue Datum ist nicht bekannt.
Die Familie von Pires lebte zunächst im Flüchtlingslager in Armidale. Nach Ende des Krieges kehrte sie nach Portugiesisch-Timor zurück. Elisa wurde von Carlos Cal Brandão und seiner Frau Maria de Lourdes Cal Brandão adoptiert und wuchs in Portugal auf. Der Halbbruder Jaime war während des Kolonialkriegs Mitglied der portugiesischen Luftwaffe in Angola.
Die osttimoresische Politikerin Milena Pires ist eine Enkelin von Manuel Jesus Pires.

## Gedenken
Seit 1972 erinnert ein Denkmal im Zentrum der osttimoresischen Hauptstadt Dili an den portugiesischen Offizier. Zuvor wurde in Viqueque bereits die Tenente-Pires-Brücke nach ihm benannt.